# 피터 마크릴로스
피터 마크릴로스(영어: Peter Makrillos, 1995년 9월 4일 ~ )는 오스트레일리아의 축구 선수이다. 포지션은 미드필더이며 현재 수원 삼성 블루윙즈에서 활약하고 있다. K리그 등록명은 피터이다.